# Farid Chaâl
Farid Chaâl (tiếng Ả Rập: فريد شعال; sinh ngày 3 tháng 7 năm 1994 ở Beni Douala) là một cầu thủ bóng đá người Algérie hiện tại thi đấu cho câu lạc bộ tại Giải bóng đá hạng nhất quốc gia Algérie MC Alger.

## Sự nghiệp câu lạc bộ
Vào tháng 7 năm 2015, Chaâl được cho mượn bởi MC Alger đến USM El Harrach cho Giải bóng đá hạng nhất quốc gia Algérie 2015–16.